# Þorlákshöfn
Þorlákshöfn é uma cidade na Islândia, com uma população de cerca de 1 651 habitantes em 2018.